# Christophe Girard (Boxer)
Christophe Girard (* 21. Juli 1967 in Blois, Frankreich) ist ein ehemaliger Boxer im Halbschwergewicht und dreifacher WBO-Titelanwärter. Er wurde durch seine beiden Kämpfe gegen Dariusz Michalczewski bekannt.

## Leben
Girard ist in Blois, Frankreich geboren, wo er auch den Großteil seiner Kämpfe bestritt. Blois ist bis heute seine Heimatstadt.

## Karriere
Sein Profidebüt bestritt Girard am 2. Dezember 1988 gegen den unbekannten Alain Leboucher, den er durch Abbruch in Runde sechs besiegte. Girards Gegner waren meist klassische Aufbaugegner, die meist mehr Kämpfe verloren als gewonnen hatten.
Einzig Tom Elton Collins, gegen den er 1991 einen Kampf bestritt, konnte später Weltmeister des Verbandes WBO werden, den er gleich bei seiner ersten Titelverteidigung an Leeonzer Barber verlor. Der Kampf fand in Romoratin, Frankreich statt und Girard musste unvorbereitet eine KO-Niederlage in der zweiten Runde hinnehmen.
Nachdem er gegen Phillipe Michel französischer Meister werden konnte, musste er gegen Eddy Smulders eine zweite Niederlage hinnehmen. Er bestritt einen weiteren Kampf gegen den eher unbekannten Tony Golden, den er aber als erster Gegner Goldens überhaupt, durch TKO bezwang. Dadurch wurde der ungeschlagene Weltmeister Dariusz Michalczewski aufmerksam, der mit dem WBO, WBA und IBF drei der vier Weltverbände innehatte und zu der Zeit als bester Kämpfer dieser Gewichtsklasse galt.

### Die Kämpfe gegen Dariusz Michalczewski
Der Kampf fand am 8. Juni 1996 in Nordrhein-Westfalen, Deutschland statt. Michalczewski nahm Girard, der mit einer Kampfbilanz von 33 Kämpfen, 31 Siegen und 2 Niederlagen keinen besonderen Eindruck hinterließ, anscheinend nicht ernst, weshalb er mit über zehn Kilo Übergewicht in den Kampf ging. Girard konnte Michalczewski in keiner Weise gefährlich werden, war aber zu der Zeit der wahrscheinlich würdigste Gegner den der Weltmeister je hatte. Girard schlug recht wenig, konnte aber gute Konterschläge landen. Selbst die gebrochene Hand in Runde acht änderte nichts daran. Trotz allem hatte der Weltmeister mehrere, klarere und vor allem härtere Schläge drauf als der Herausforderer. Michalczewski gewann den Kampf durch einstimmige Punkteentscheidung und behielt seine Gürtel.
Michalczewski hatte dadurch anscheinend gelernt und ging im zweiten Kampf am 13. Dezember 1997 deutlich fitter in den Ring. Dieses Mal spielte er mit Girard mit belieben und brachte ihn in der achten Runde gleich drei Mal zu Fall. Der schwer gekennzeichnete Girard verlor den Kampf durch Technischen Knockout (TKO) in Runde acht und Michalczewski behielt seiner Titel weiter.

### Wechsel ins Cruisergewicht und Titelkampf gegen Johnny Nelson
Nach diesen Kampf wechselte trainierte sich Girard Muskelmasse an und wechselte ins Cruisergewicht. Dort konnte er weitere Aufbaugegner besiegen. Nach mehreren Aufbaugegnern bestritt er einen Titelkampf gegen Johnny Nelson bestritt. Der Amerikaner galt mit 35 Siegen und ganzen 13 Niederlagen als Alibi Weltmeister, da er eine unbeeindruckende Kampfbilanz besaß. Girard verlor den Kampf überraschend durch KO in Runde vier. Die überraschende Niederlage ließ Girard nur vier weitere Kämpfe bestreiten, bis er seine Karriere für beendet erklärte.